# Pedagogiczna Biblioteka Fortepianowa
Die Pädagogische Klavierbibliothek (polnisch Pedagogiczna Biblioteka Fortepianowa; engl. Pedagogical Piano Library) ist eine polnische musikpädagogische Reihe von Veröffentlichungen, die sich auf verschiedene Aspekte der Klavierpädagogik konzentrieren.

## Kurzeinführung
Die Reihe umfasst Bücher und Notenausgaben, die sich mit Themen wie Technik, Interpretation, Repertoire und Musikgeschichte beschäftigen. Die Veröffentlichungen sind in polnischer Sprache und richten sich an Pianisten, Klavierlehrer und Musikstudenten, die ihr Wissen vertiefen möchten. Die Reihe erscheint seit den späteren 1940er Jahren bei Polskie Wydawnictwo Muzyczne (Polnischer Musikverlag) in Krakau.
Der von Tadeusz Ochlewski geleitete Verlag hatte seine Tätigkeit nach dem Zweiten Weltkrieg fortgesetzt. Die Bemühungen des Verlagsleiters trugen dazu bei, dass das Redaktionsteam der Pädagogischen Klavierbibliothek mit Zbigniew Drzewiecki, Jan Ekier, Jan Hoffman und Adam Rieger gegründet wurde. Das Team schuf in der Nachkriegszeit methodische Grundlagen für die frühe Pianistenausbildung in den frühen Unterrichtsphasen, indem es eine Auswahl von Etüden und Übungen erstellte und auf diese Weise über lange Jahre einen Zyklus von pädagogischen Publikationen initiierte.
Die Reihe umfasst inzwischen weit über 100 Bände. Die folgende Übersicht erhebt keinen Anspruch auf Aktualität oder Vollständigkeit (der Schwerpunkt der Auswahl liegt vorläufig auf polnischen Komponisten).

## Bände (Auswahl)
- 10 Witold Lutosławski: Polskie melodie ludowe. 12 latwych utworów. Mélodies populaires polonaises. 12 piéces faciles pour piano. 1947.
- 19 Bolesław Woytowicz: 12 etiud na fortèpian 1 (łatwe = faciles). 1948
- 20 Bolesław Woytowicz: 12 etiud na fortèpian 2 [Nr. 7–12]. 1948
- 26 Franciszek Lessel: Wariacje na fortepian 1 Wariacje Nr. 1. Opracował Zbigniew Drzewiecki. 1950
- 30 Jan Ekier: Kolorowe melodie. 9 melodii ludowych w latwym ukladzie na fortepian. 1949
- 38 Stanislaw Moniuszko: Polonez Es-dur, Nr. 3 na fortepian. 1951
- 40 Henryk Melcer: Nokturn na fortepian. 1950